# 明珍裕子
明珍 裕子（みょうちん ゆうこ、1989年6月6日 - ）は、福島県出身の元女子競輪選手、競輪キャスター。現役時代は日本競輪選手会福島支部所属、ホームバンクは泉崎国際サイクルスタジアムであった。日本競輪学校（当時。以下、競輪学校）第104期生。師匠は菊池芳彦（55期）。実父は競輪選手の明珍周男（41期）。

## 経歴
父は元競輪選手の明珍周男で、兄も自転車競技をやっていたことから幼い頃から自転車が好きで、好きなことでお金を稼げることに魅力を感じたことが競輪選手を目指すきっかけになったという。
朝日大学時代、2009年の全日本大学対抗選手権自転車競技大会・個人ロードレースで優勝するなど、ロードレースとトラックレースで活躍。
2011年12月16日、競輪学校第104回技能試験に合格。在校中は2012年7月29日に琵琶湖で開催された第35回鳥人間コンテスト選手権大会・人力プロペラ機ディスタンス部門において、競輪学校の同期である石井寛子とともに「芝浦工大＋ガールズケイリン」（同部門常連である芝浦工業大学との合同チーム）のパイロットに抜擢され出場。石井とともに2人乗り人力飛行機に搭乗し、初出場ながら840.90mの飛行を成功させた（同部門3位）。在校時の競走成績は9位（6勝）で競輪学校を卒業。
2013年5月10日、京王閣競輪場でデビューし6着。初勝利は同年10月7日の奈良競輪場で挙げた。
晩年は競走成績不良のため代謝制度により引退が決まり、2021年1月20日選手登録消除。現役時代の通算戦績は、627戦8勝。
引退後は、競輪番組のキャスターとして活動している。